# Fournier RF-6
Die Fournier RF-6 ist ein mehrsitziges Sportflugzeug des französischen Luftfahrtkonstrukteurs René Fournier.

## Geschichte
Nach Abschluss der Entwicklung der zweisitzigen Fournier RF 5 schlug René Fournier eine Vermarktung der RF 5 als Schul- und Trainingsflugzeug bei Sportavia-Pützer vor. Da der Bedarf der Flugschulen auf konventionelle Motorflugzeuge mit nebeneinander angeordneten Sitzen und Bugfahrwerk ausgerichtet war, leitete René Fournier 1970 aus der RF-4 einen zweisitzigen Entwurf unter der Bezeichnung Fournier RF-6 ab. Während die Aerodynamik des Flügels und das Leitwerk dieses ersten RF-6-Entwurfs unverändert von der RF-4 übernommen wurde, verbreiterte Fournier den Rumpf so weit, dass darin zwei Sitze nebeneinander untergebracht werden konnten und sah anstelle des Zentralrads und des Sporns ein festes Hauptfahrwerk unter dem Flügel und ein Bugrad vor. Da Alfons Pützer wenig Chancen in dem von amerikanischen Sportflugzeugen dominierten Trainermarkt sah, schlug er die Weiterentwicklung von Fourniers RF-6-Entwurf zu einem Familienreiseflugzeug vor, bei dem in der nach hinten verlängerten Kabine eine Bank für zwei Kinder oder einen Erwachsenen untergebracht werden konnte. René Fournier entwickelte daraufhin das von ihm favorisierte Trainerflugzeug als Fournier RF-6B Club weiter, während er die von Sportavia-Pützer geforderte 2+2-sitzige Reisemaschine als Fournier RF-6C bezeichnete.

### Fournier RF-6C, RFB-Sportavia RS-180 Sportsman
Der Bau zweier Prototypen der 2+2-sitzigen Fournier RF-6C begann im Frühjahr 1972 bei Sportavia-Pützer auf der Dahlemer Binz. Der Erstflug des ersten Prototyps, D-EHYO, fand am 15. März 1973 mit Sportavia-Werksleiter Klaus Kruber im Cockpit statt. Der zweite Prototyp, D-EASK, flog im Frühjahr 1974 erstmals. Er verfügte über eine stärkeren Motor und eine Schleppkupplung für Segelflugzeuge. Beide Flugzeuge wurden auf der ILA 1974 in Hannover gezeigt, fanden allerdings wenig Interesse. Pützer ließ den ersten RF-6C-Prototyp daraufhin 1974 von Manfred Schliewa zu einem vollen Viersitzer für vier Erwachsene umbauen. Den Erstflug mit der modifizierten  Sportavia RF-6C führte Klaus Kruber am 28. April 1976 auf der Dahlemer Binz durch. Bei Trudelversuchen während der anschließenden Flugerprobung ging der Prototyp D-EHYO am 16. Mai 1977 durch Absturz verloren, wobei Testpilot Otto Schuler ums Leben kam. Als Ursache des Absturz identifizierte Schliewa die tiefliegende Anordnung der Höhenflosse des Leitwerks, das Schliewa durch ein Kreuzleitwerk ersetzte. Gleichzeitig ersetzte Schliewa den Lycoming O-235-Motor durch den 180 PS starken Lycoming O-360-A3A. Die Änderungen wurden in die bereits zum Zeitpunkt des Absturz im Bau befindlichen ersten RF-6C, WNr. 6003 und 6004 integriert. Die modifizierte WNr. 6003, D-ESCQ führte Anfang 1978 den Erstflug durch. Da René Fournier an der Entwicklung der viersitzigen RF-6C praktisch nicht mehr beteiligt war und Sportavia inzwischen vollständig von Rhein-Flugzeugbau in Mönchengladbach übernommen worden war, erhielt das Flugzeug die Bezeichnung RFB-Sportavia RS-180 Sportsman. Am 20. Juni 1978 erteilte das Luftfahrt-Bundesamt mit dem Gerätekennblatt 1014 die Musterzulassung für die RS-180.

### Fournier RF-6B Club, Slingsby T67 Firefly
Während Sportavia-Pützer die Entwicklung der viersitzigen RF-6C weitgehend unabhängig von René Fournier auf der Dahlemer Binz verfolgte, entwickelte René Fournier die zweisitzige Fournier RF-6B in Nitray ebenfalls unabhängig von Sportavia. Der Bau eines Prototyps begann im Herbst 1972. Am 12. März 1974 startete Bernard Chauvreau in Nitray mit dem RF-6B-Prototyp zum Erstflug. Am 26. April 1975 erteilten die französischen Luftfahrtbehörden für die zweisitzige RF-6B die Typenzulassung Nr. 76. Zur Serienfertigung der RF-6B gründete René Fournier 1974 in Nitray die Société Avions Fournier, die die Serienfertigung ab 1975 übernahm. Der englische Flugzeughersteller Slingsby Aviation erwarb 1980 sämtliche Rechte an der Fournier RF-6B und nahm in England eine Serienproduktion unter der Bezeichnung Slingsby T67 Firefly auf (siehe Weiterentwicklung).

## Konstruktion
Sämtliche RF-6-Varianten sind Tiefdecker in Holzbauweise mit einem festen Fahrwerk unter den Tragflächen und einem Bugfahrwerk. Die RF-6B verfügt grundsätzlich über zwei nebeneinander angeordnete Sitzplätze und einen 100 PS starken RR-O200A-Motor, während die RF-6C für Sportavia in ihrer verlängerten Kabine jeweils zwei nebeneinander angeordnete Sitze in zwei Reihen besitzt. Die beiden ersten RF-6C-Prototypen aus dem Jahr 1973/74 verfügen über zwei Behelfssitze auf der Rückbank und einen 100 PS starken Lycoming-Motor, während die weiterentwickelte, vergrößerte RF-6C von 1976 über vier vollständige Sitzplätze und einen 125 PS starken Lycoming O-235 verfügt. Die finale RFB-Sportavia RS-180 erhielt einen 180 PS starken Lycoming O360-A3A Motor und war äußerlich vom RF-6C-Prototyp von 1976 durch das Kreuzleitwerk zu unterscheiden. Die Trainervariante RF-6B war im Bereich +6/−3 kunstflugtauglich.

## Produktion und Weiterentwicklung
Einen Überblick über sämtliche gebauten RF-6, RF-6C, RS-180, RF-6B und Slingsby T67 findet man bei 
Obwohl die Entwicklung der RF-6B und RF-6C bei René Fournier in Nitray und Sportavia auf der Dahlemer Binz weitgehend unabhängig erfolgte, bestand zwischen Fournier und Sportavia eine wechselseitige Vermarktungsvereinbarung über beide Flugzeugmuster. Tatsächlich wechselseitige Verkäufe sind in den Jahren 1975 bis 1980 allerdings nicht bekannt geworden.

### RF-6B Serienproduktion bei Avions Fournier (1975–1980)

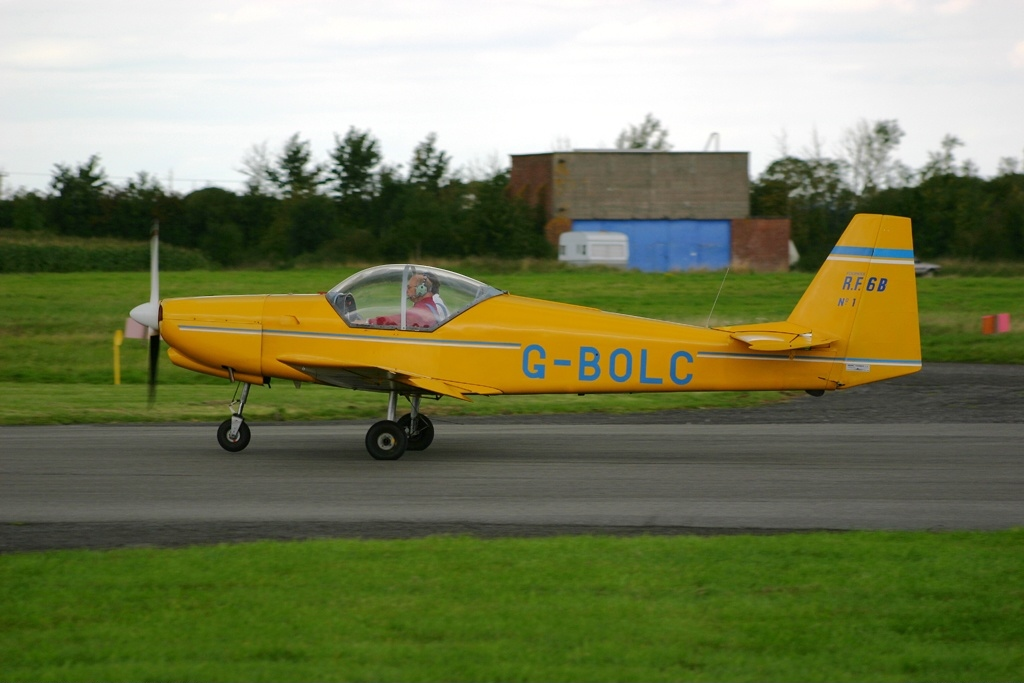
Avions Fournier RF-6B-100

Für die Serienfertigung der RF-6B hatte René Fournier in Nitray 1974 die Société Avions Fournier gegründet und in Nitray einen Montage-Hangar errichten lassen. Die Baugruppen-Fertigung erfolgte bei Zulieferbetrieben und begann im Herbst 1975. Die Serienmaschinen mit dem 100 PS Lycoming-Motor erhielten die Bezeichnung RF-6B-100 und flogen erstmals am 4. März 1976. Die Auslieferung an Kunden begann im September 1976. Die Produktion kam bereits im Frühjahr 1977 nach 36 fertiggestellten und vier noch im Bau befindlichen Flugzeugen zum Erliegen, nachdem Avions Fournier Insolvenz anmelden musste.
Die 1978 gegründete Fournier Aviation von Rene Caillet erwarb die Produktionsrechte und -betriebseinrichtungen für die RF-6B aus der Konkursmasse und stellte die vier bereits im Bau befindlichen RF-6B, sowie sechs weitere RF-6B, für die Baugruppen in Nitray bereits vorhanden waren, bis Ende 1979 fertig. Insgesamt entstanden bei Avions Fournier und Fournier Aviation 45 Flugzeuge zwischen 1976 und 1979, eine weitere RF-6B wurde später noch im Eigenbau fertiggestellt.
Eine RF-6B wurde 1980 mit einem 120 PS starken Continental O-235 als RF-6B-120 umgerüstet. Der englische Flugzeughersteller Slingsby Aviation erwarb 1980 die Rechte an dieser Baureihe und entwickelte diese als Slingsby T67 Firefly weiter (siehe Slingsby).

### RS-180 Produktion bei Sportavia-Pützer (1978–1982)

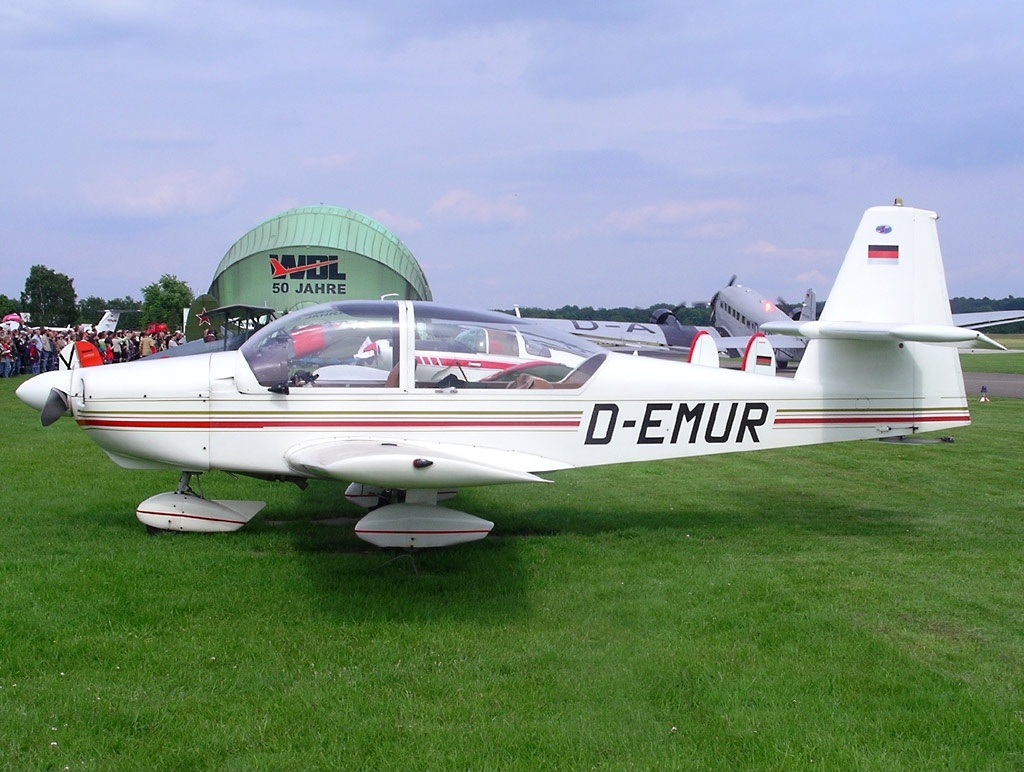
Sportavia RS-180

Die bei Sportavia entwickelte RF-6C ging 1978 als RFB-Sportavia RS-180 in Serie. Zwei bereits 1976 fertiggestellte RF-6C-Serienmaschinen wurden auf den RS-180-Standard modifiziert. Jeweils 7 Flugzeuge wurden 1978 und 1979 fertiggestellt. Bei einem Stückpreis von 90.000 DM stellte sich allerdings keine nennenswerte Nachfrage im Markt ein. Bis Ende 1982 entstanden noch vier weitere Flugzeuge auf Kundennachfrage. Die RS-180 Produktion bei Sportavia wurde Ende 1982 nach dem Bau von 18 Serienflugzeugen sowie drei RF-6C und zwei RF-6-Prototypen eingestellt. Das Mutterunternehmen Rhein-Flugzeugbau löste Sportavia als eigenständiges Tochterunternehmen auf und integrierte es als Zweigniederlassung Dahlem in seine Unternehmensstruktur. Der Flugzeugbau auf der Dahlemer Binz endete mit der letzten RS-180.

### T67 Firefly Entwicklung bei Slingsby Aviation (1980–2002)
Nach Einstellung der Serienproduktion bei Fournier Aviation übernahm das englische Flugzeugbau-Unternehmen Slingsby Engineering Ltd. in Kirkbymoorside 1980 die Rechte an der RF-6B sowie die in Nitray vorhandenen Produktionseinrichtungen und nahm die Serienfertigung in England unter der Bezeichnung Slingsby T67 Firefly auf. Die Produktion in Kirkbymoorside begann 1981 mit dem Bau von 10 T67A in Holzbauweise mit dem 120-PS-O-235-Motor, die weitgehend der letzten von René Fournier konzipierten RF-6B-120 entsprachen. Die erste in Kirkbymoorside produzierte T67A, WNr. 1988, G-BIOW flog am 15. Mai 1981. Am 1. Oktober 1981 erteilte die englische Luftfahrtbehörde für die T67 die Musterzulassung BA17.
Parallel zum Bau der ersten T67A-Holzflugzeuge übertrug Slingsby Engineering die Holzkonstruktion von René Fournier in eine Konstruktion aus Verbundwerkstoffen. Sie erhielt den 160 PS starken Lycoming-AEIO-320-D1B-Motor und wurde als Slingsby T67M-160 in der militärischen Trainervariante bezeichnet. Die erste in Verbundwerkstoffen ausgeführte T67M, WNr. 199, G-BKAM wurde bereits auf der Farnborough Air Show im Herbst 1982 gezeigt, flog aber am 5. Dezember 1982 erstmals. Eine zivile Trainervariante kam 1983 mit der Slingsby T67B und einem kleineren 118 PS starken O-235-Motor auf den Markt. Sowohl die militärische T67M, als auch die zivile T67B waren kunstflugtauglich. Bis Ende 1984 wurden nur 17 T67 in Verbundbauweise fertiggestellt.

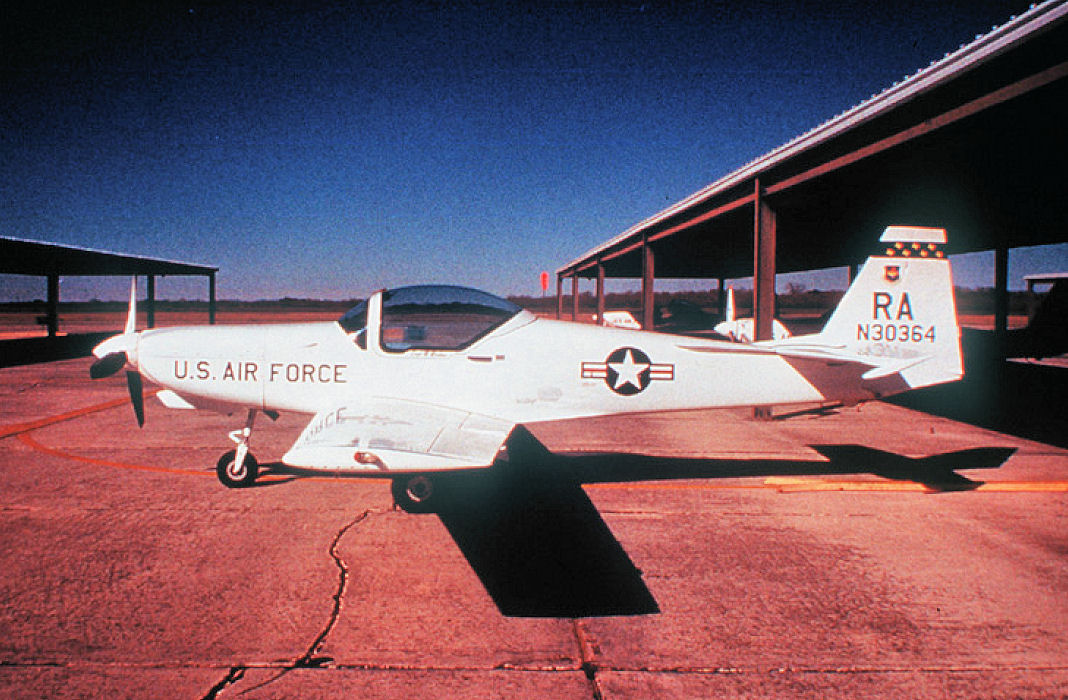
Slingsby T67M-260 / USAF T-3A

Als Standard-Serienflugzeuge wurden 1985 die überarbeitete, militärische Slingsby T67M Mk2 (äußerlich durch die zweigeteilte Kabinenhaube sowie zwei Tragflächentanks von der T67M-160 unterscheidbar) und die zivile Slingsby T67C festgelegt. Die zivile T67C entsprach dabei weitgehend der militärischen T67M Mk2 mit einem 160 PS starken Lycoming O-320, verfügte allerdings nicht über Vorrichtungen im Öl- und Kraftstoffsystem zur Kunstflugtauglichkeit. Den Bedarf nach leistungsstärkeren, militärischen Trainervarianten erfüllte ab Mai 1985 die Slingsby T67M-200 mit einem 200 PS starken Lycoming AEIO-360-A1EA. Sie wurde 1987 der militärische Serienstandard. Die Slingsby T67M-260 mit dem 260 PS starken AEIO-540 flog im Mai 1991 erstmals. Sie wurde ab 1993 zum militärischen Serienstandard. In dieser Variante entstanden ab 1993 auch 113 Slingsby T3A für die U.S. Air Force.
Frühe Pläne einer viersitzigen Variante der T67 unter der Bezeichnung Slingsby T68 und einer sechssitzigen Variante Slingsby T69 wurden vor 1985 wieder aufgegeben.
Die Produktion der T67 Firefly wurde nach mehr als zwanzig Jahren erst 2002 nach der Fertigstellung von 287 Flugzeugen beendet. Der überwiegende Teil der Produktion ging an militärische Nutzer. Nur 53 zivile Flugzeuge wurden bis zur Einstellung der zivilen Produktion 1993 fertiggestellt. Oft wurden diese zivilen Flugzeuge an Fluggesellschaften oder staatliche Flugschulen ohne Kunstflugbedarfe abgegeben. Der direkte Verkauf von T67 an private Nutzer fand nur in wenigen Einzelfällen statt. Erst in der Zweit- und Drittverwendung kamen T67 vermehrt in Privatbesitz oder in den Besitz von Luftsportvereinen.

## Technische Daten
Quellen: 
| Kenngröße             | Fournier RF-6B-100              | Sportavia RF-6C (1976)       | Sportavia RS-180                  | Slingsby T67B                    | Slingsby T67M-200                    | Slingsby T3A / T67M-260              |
| --------------------- | ------------------------------- | ---------------------------- | --------------------------------- | -------------------------------- | ------------------------------------ | ------------------------------------ |
| Besatzung             | 1                               | 1                            | 1                                 | 1                                | 1                                    | 1                                    |
| Passagiere            | 1                               | 1+2                          | 3                                 | 1                                | 1                                    | 1                                    |
| Länge                 | 7,00 m                          | 7,00 m                       | 7,15 m                            | 7,32 m                           | 7,32 m                               | 7,57 m                               |
| Spannweite            | 10,50 m                         | 10,30 m                      | 10,50 m                           | 10,59 m                          | 10,59 m                              | 10,59 m                              |
| Höhe                  | 2,52 m                          | 2,36 m                       | 2,56 m                            | 2,36 m                           | 2,36 m                               | 2,29 m                               |
| Flügelfläche          | 13,0 m²                         | 12,6 m²                      | 14,5 m²                           | 12,6 m²                          | 12,6 m²                              | 12,6 m²                              |
| Zuladung              | 275 kg                          | 370 kg                       | 400 kg                            | 252 kg                           | 277 kg                               | 357 kg                               |
| Leermasse             | 475 kg                          | 530 kg                       | 640 kg                            | 610 kg                           | 698 kg                               | 777 kg                               |
| max. Startmasse       | 750 kg                          | 900 kg                       | 1100 kg                           | 862 kg                           | 1020 kg                              | 1157 kg                              |
| Reisegeschwindigkeit  | 190 km/h                        | 210 km/h                     | 235 km/h                          | 204 km/h                         | 241 km/h                             | 287 km/h                             |
| Höchstgeschwindigkeit | 256 km/h                        | 250 km/h                     | 320 km/h                          | 213 km/h                         | 259 km/h                             | 297 km/h                             |
| Dienstgipfelhöhe      | 4000 m                          | 4800 m                       | 5400 m                            | 3600 m                           | n/a                                  | n/a                                  |
| Startstrecke          | 290 m                           | n/a                          | 210 m                             | 540 m                            | 409 m                                | 363 m                                |
| Reichweite            | 650 km                          | 840 km                       | 1210 km                           | 835 km                           | 930 km                               | n/a                                  |
| Triebwerke            | ein RR O200A 100 PS (ca. 70 kW) | ein O-235 125 PS (ca. 90 kW) | ein O-360-A3A 180 PS (ca. 130 kW) | ein O-235-N2A 116 PS (ca. 90 kW) | ein AEIO-360-A1E 200 PS (ca. 150 kW) | ein AEIO-540-D4A 260 PS (ca. 190 kW) |